# Guillermo Altares
Guillermo Altares és un periodista espanyol. Des de novembre de 2007 és redactor en cap de Babelia, el suplement cultural d'El País, i va ser l'encarregat de dirigir la renovació de la revista. Abans d'incorporarse a Babelia va ser redactor i reporter de la secció d'Internacional, per a la que va cobrir esdeveniments com la caiguda dels talibans a l'Afganistan el 2001, la postguerra de l'Iraq el 2003, la guerra d'Israel contra el Líban el 2006 o les eleccions presidencials franceses de 2007. Anteriorment a El País, va treballar a la delegació de l'agència France Presse a Madrid i en el desaparegut diari El Sol. És autor del llibre Esto es un infierno. Los personajes del cine bélico (1999) i ha col·laborat en l'assaig col·lectiu Imágenes del mal (2003).